# ويليام فنتون
ويليام فنتون (8 مايو 1943 في نيوزيلندا - ) (بالإنجليزية: William Fenton)‏ هو لاعب كريكت نيوزلندي.

## وصلات خارجية
- ويليام فنتون على موقع إي آس بي آن كريك إنفو (الإنجليزية)